# Бурдон (гурт)
Бурдон — український музичний етно-гурт, заснований 2002 року у Львові, виконує музику, інспіровану переважно східно-європейським та карпатським фольклором, проте джерела його натхнень розташовані по всій Європі, від Скандинавії до Балканів.

## Назва
Слово «бурдон» означає постійний звуковий тон на фоні мелодії, частіше в музиці давній і традиційній або в будові народних інструментів (дуда, ліра колісна, дримба) чи в основі багатоголосного співу.

## Історія
Гурт створили у Львові 2002 року колишній ужгородець Ростислав Татомир і уродженка Кропивницького Олена Єременко. Перший склад: Олена Єременко — скрипка, Дмитро Іглін — альт, Дмитро Подолянчук — гітара, Ростислав Татомир — гітара, мандоліна, дарабука, дримба, Едуард Іванюшенко — перкусія, Юлія Таранчук — флейта.
Вперше виступили в ефірі радіо «Львівська хвиля» 14 грудня 2002 року. Дебютували перед публікою в рамках першого фестивалю середньовічної музики «Містерія» 18 грудня у львівському храмі Святого Лазаря. Перший сольний концерт відбувся 28 квітня 2003 відбувся в театрі імені Курбаса у Львові. 2004 року в репертуарі гурту з'являються українські пісні, провансальські мелодії, французькі буре, італійські сальтарелло, угорські та молдавські танцювальні мелодії.
Задля кращого відтворення давнього та живого звучання етнічної музики, гурт використовує виключно акустичні інструменти, часто досить незвичні, як от давня фіделя, балканська бузукі чи тапан, українська ліра колісна, східна дарабука тощо. Та попри фольклорні впливи музиканти домагаються сучасного, свіжого трактування традиційної музики, не претедуючи на автентичну відповідність матеріалу.
Серед здобутків гурту участь у знакових фестивалях України («Флюгери Львова», Шешори, Арт Поле, Мазепа-Фест, Країна Мрій), а також концерти по всьому світу — Білорусь, Польща, Угорщина, Німеччина, Бельгія, Фінляндія, Швеція, а також Італія, Хорватія, Туреччина, Узбекистан та Канада — мали нагоду відчути шалені карпатські ритми в поєднанні з архаїчними центрально-українськими жіночими співами.
На дебютному компакт-диску Бурдону під назвою «Re:Карпатія», виданому київською рекординговою компанією Атлантик, окрім угорських чардашів, молдовської кадинжі та циганської польки можна почути й центрально-українські пісні, лемківські та русинські балади, а також гуцульські коломийки. Альбом також містить давні традиційні танці від Чанґо (Csángó) — етнічної меншини угорців з території Молдови, які зберегли в своїй музиці характерні балканські та румунські ритми.

## Дискографія
| Назва                             | Тип                | Рік  | Лейбл            |
| --------------------------------- | ------------------ | ---- | ---------------- |
| «Re:Карпатія»                     | Повноцінний альбом | 2006 | Атлантік Рекордс |
| «Сам пан у злоті (Вам колядочка)» | Повноцінний альбом | 2006 | Гал Рекордс      |
| «Тайстра Чугайстра»               | Повноцінний альбом | 2008 | Гал Рекордс      |
| «Дівиця»                          | Повноцінний альбом | 2013 | Наш Формат       |
| «П'ятий»                          | Повноцінний альбом | 2024 |                  |

## Склад гурту

### Склад
- Ростислав Татомир — бузукі, колісна ліра, саз, гітара, бубон, спів
- Оксана Гринько — акордеон, сопілка, тилинка, перкусія, спів
- Богдана Бончук — ґардон, дойра, спів
- Маркіян Турканик — скрипка, корнет, спів
- Любомир Іщук — перкусія (бубон, бас-барабан, бендір, дарбука, дойра, дарахон), бузукі, мандоліна, тар, колісна ліра, диджериду, дримба, спів
- Іван Огар — контрабас, спів

### Колишні учасники
- Михайло Качалов — фідель, тамбурин, спів
- Олена Єременко — скрипка, скрипка Штроха, тамбурин, морахарпа, дзвіночки, спів
- Тарас Драк — фідель
- Юлія Таранчук — флейта
- Дмитро Іглін — альт
- Дмитро Подолянчук — гітара

## Нагороди
2016 року в Німеччині на фестивалі «FolkHerbst» Бурдон отримав престижну європейську премію «Eiserner Eversteiner» — єдину і найбільш вагому музичну нагороду в жанрі Folk та World music.